# Iglesia de Santa Ana (Candelaria)
La parroquia de Santa Ana es la parroquia matriz del municipio de Candelaria (Tenerife, Islas Canarias, España). 

## Ubicación
La iglesia se encuentra en el casco antiguo del municipio, el Barrio de Santa Ana, no muy lejos de la Basílica de Nuestra Señora de la Candelaria y junto al mirador que lleva su mismo nombre. La Iglesia de Santa Ana ha sufrido algunas modificaciones y ampliaciones desde que fuera fundada en 1575. Es considerada como la iglesia matriz de las parroquias del sureste de Tenerife.

## Características
La iglesia posee un rico patrimonio artístico en su interior. Destaca la imagen de Santa Ana, patrona del municipio de Candelaria, la cual es una talla del siglo XVIII realizada por Miguel Bermejo. También descata el Cristo Crucificado bajo la advocación de Cristo de la Expiración del siglo XVII tallado en madera y que presenta un gran dramatismo dentro del más puro estilo barroco. La imagen más reciente es San Joaquín, esposo de Santa Ana según los evangelios. 
De escuela sevillana son las imágenes de San Antonio de Padua y San Juan Bautista. Entre otras tallas se encuentra la patrona de los pescadores, la Virgen del Carmen y la Sagrada Familia, esta última, obra del famoso escultor tinerfeño Fernando Estévez de Salas. De factura venezolana es la pequeña imagen de la Virgen de Coromoto (patrona de Venezuela), regalo del viceconsejero de Emigración del Gobierno de Canarias a la Villa Mariana de Candelaria. También destacan en la iglesia el retablo de las Ánimas del Purgatorio y el propio retablo mayor de Santa Ana.
En cuanto a la orfebrería, el elemento más destacado del templo en este respecto es el trono procesional de baldaquino de Santa Ana, realizado enteramente en plata. El mismo fue realizado en Sevilla en 2010, en los talleres de orfebrería andaluza Hermanos de Los Ríos y puede ser contemplado durante todo el año expuesto en una urna de cristal en el lateral frente a la puerta principal del templo.